# Lista de prefeitos de Arara (Paraíba)
Esta é a lista de prefeitos do município de Arara, estado brasileiro da Paraíba.
| Prefeito Interino/Nomeado |
| Prefeito Eleito           |

| Nº | Prefeito                                        | Imagem | Partido                                      | Vice-prefeito                               | Início do mandato      | Fim do mandato                          | Observações                           |
| -- | ----------------------------------------------- | ------ | -------------------------------------------- | ------------------------------------------- | ---------------------- | --------------------------------------- | ------------------------------------- |
| 1  | Dedício Pereira de Maia                         |        | PSD                                          | não informado                               | 19 de dezembro de 1961 | 31 de dezembro de 1962                  | Prefeito nomeado                      |
| 2  | Marísio da Cunha Moreno                         |        | UDN                                          | Manoel Cândido do Nascimento                | 1º de janeiro de 1963  | 31 de dezembro de 1966                  | Prefeito eleito em sufrágio universal |
| 3  | Joaquim Pereira de Morais                       |        | ARENA                                        | Pedro Onofre de Sousa                       | 1º de janeiro de 1967  | 31 de dezembro de 1969                  | Prefeito eleito em sufrágio universal |
| 4  | Zé Sobrinho                                     |        | MDB                                          | Sebastião Freire Dias                       | 1º de janeiro de 1970  | 31 de dezembro de 1972                  | Prefeito eleito em sufrágio universal |
| 5  | Joaquim Pereira de Morais                       |        | ARENA                                        | Manoel Bento da Silva                       | 1º de janeiro de 1973  | 31 de dezembro de 1976                  | Prefeito eleito em sufrágio universal |
| 6  | José Medeiros dos Santos                        |        | MDB                                          | Luis Antônio de Sousa                       | 1º de janeiro de 1977  | 31 de dezembro de 1982                  | Prefeito eleito em sufrágio universal |
| 7  | Moacir Jerônimo da Costa                        |        | PDS                                          | José Ibiapina Soares do Nascimento          | 1º de janeiro de 1983  | 31 de dezembro de 1988                  | Prefeito eleito em sufrágio universal |
| 8  | José Medeiros dos Santos                        |        | PL                                           | Francisco Franklin de Lima                  | 1º de janeiro de 1989  | 31 de dezembro de 1992                  | Prefeito eleito em sufrágio universal |
| 9  | José Ibiapina Soares do Nascimento              |        | PFL                                          | não informado                               | 1º de janeiro de 1993  | 31 de dezembro de 1996                  | Prefeito eleito em sufrágio universal |
| 10 | José Ernesto dos Santos Sobrinho                |        | PMDB                                         | Francisco Franklin de Lima                  | 1º de janeiro de 1997  | 31 de dezembro de 2000                  | Prefeito eleito em sufrágio universal |
| 11 | José Ibiapina Soares do Nascimento              |        | PFL                                          | Maria das Dores Medeiros                    | 1º de janeiro de 2001  | 31 de dezembro de 2004                  | Prefeito eleito em sufrágio universal |
| 12 | José Ernesto dos Santos Sobrinho                |        | PMDB                                         | Gabriel de Souza Ibiapina                   | 1º de janeiro de 2005  | 31 de dezembro de 2008                  | Prefeito eleito em sufrágio universal |
| 13 | José Ernesto dos Santos Sobrinho                |        | PMDB                                         | Gabriel de Souza Ibiapina (PMDB)            | 1º de janeiro de 2009  | 31 de dezembro de 2012                  | Prefeito eleito em sufrágio universal |
| 14 | Eraldo Fernandes de Azevedo, Eraldo da Farmácia |        | PSL                                          | Maria Sueli Vicente dos Santos (PMDB)       | 1º de janeiro de 2013  | 31 de dezembro de 2016                  | Prefeito eleito em sufrágio universal |
| 15 | José Ailton Pereira da Silva, Nen               |        | PSL                                          | Maria Sueli Vicente dos Santos (PRB)        | 1º de janeiro de 2017  | 31 de dezembro de 2020                  | Prefeito eleito em sufrágio universal |
| 15 | José Ailton Pereira da Silva, Nen               | AVANTE | Luís Silva dos Santos, Prof° Luizinho (PSDB) | 1° de janeiro de 2021                       | 31 de dezembro de 2024 | Prefeito reeleito em sufrágio universal |                                       |
| 20 | Amarildo Carvalho Pereira Filho                 |        | PSB                                          | Luís Silva dos Santos, Prof° Luizinho (PSB) | 1° de janeiro de 2025  | Atualidade                              | Prefeito eleito em sufrágio universal |